# Cephaloleia simoni
Cephaloleia simoni es un insecto coleóptero de la familia Chrysomelidae.
Fue descrita científicamente en 1934 por Pic.